# Kýchavice černá
Kýchavice černá (Veratrum nigrum) je druh rostliny z řádu liliotvaré. Jedná se o vytrvalou jedovatou bylinu, vysokou 60 až 130 centimetrů, rostoucí ve světlých lesích, na pasekách a lesostepních loukách. Ke květu rostliny dochází až po několika letech (od 10 do 30 let, jiný zdroj uvádí od 8 do 10 let) od vyklíčení ze semene.
Nazývá se také černá královská svíce.
Kýchavice černá je velmi jedovatá. V minulosti se přidávala do šňupacího tabáku (odsud název kýchavice). Docházelo ovšem k otravám, a to především, pokud se tabák dostal do očí. Z toho důvodu bylo takové užití v Evropě v roce 1979 zakázáno.

## Výskyt
Kýchavice roste roztroušeně po Evropě, přes jižní oblast Alp, pahorkatiny Francie, přes severní Itálii, jihozápadní Maďarsko a Balkánský poloostrov a na severu zasahuje až do jižního Švédska na východě až do východní Asii.
Na území Česka je velmi vzácná a jedná se o kriticky ohrožený druh (C1) chráněný dle vyhlášky Ministerstva životního prostředí ČR č. 395/1992 Sb.. Roste zde jen na několika lokalitách v teplých oblastech, a to v okolí Bílichova a Žerotína na Džbánu na pomezí okresů Kladno a Louny, v oblasti Podyjí a Bílých Karpat a vysazena byla i v Českém krasu.

## Galerie

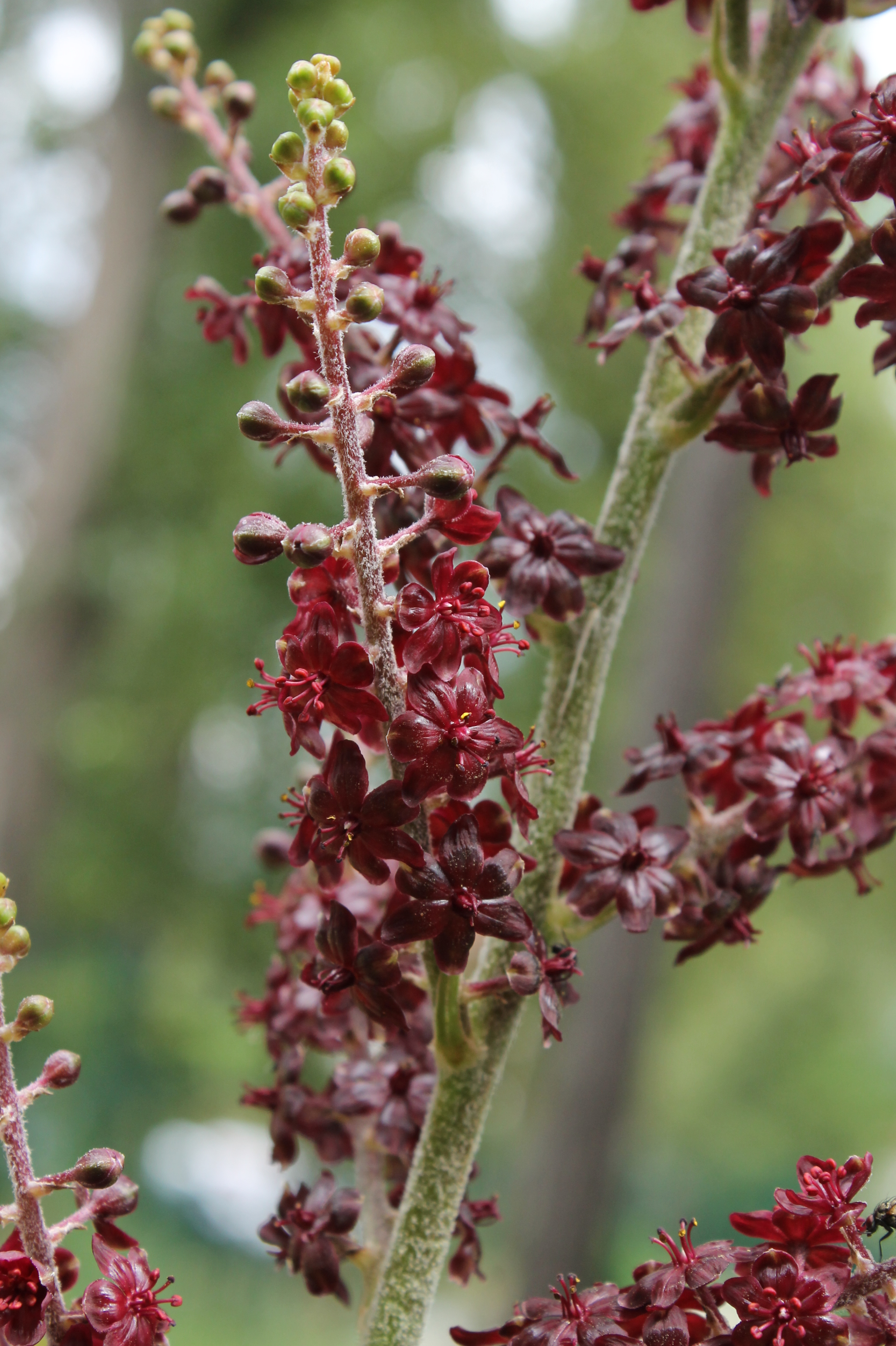
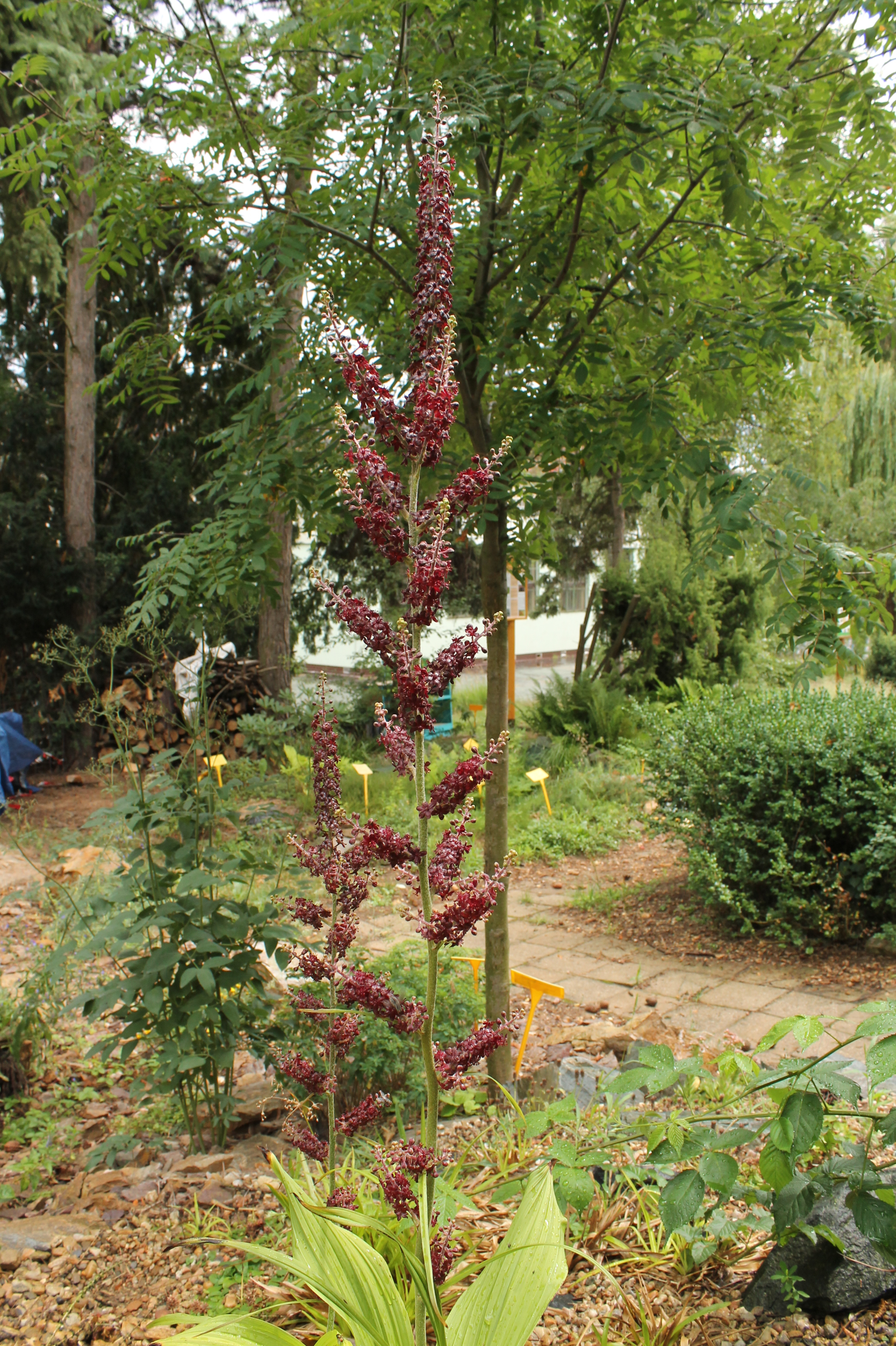
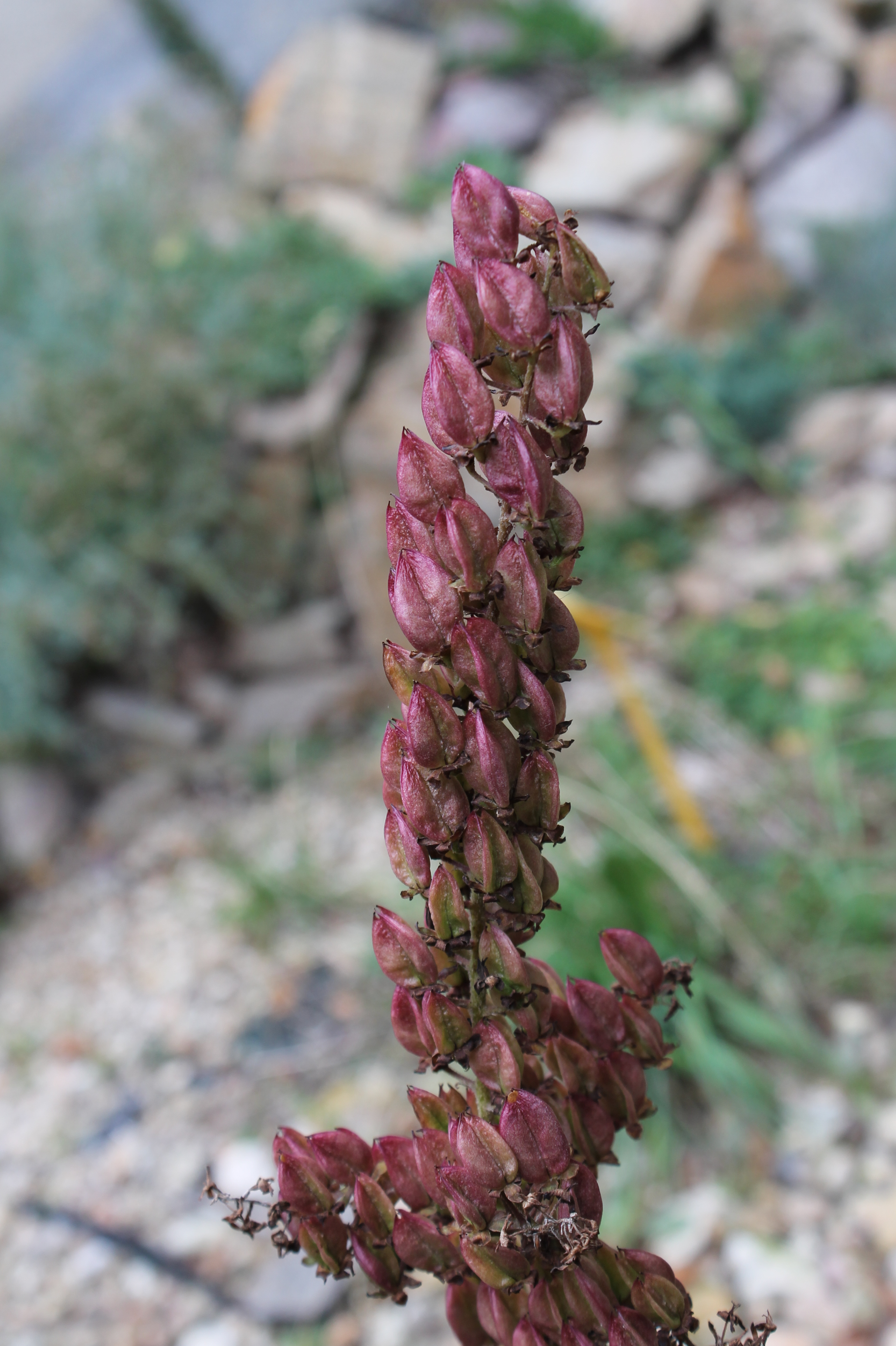